# Георг фон Кюхлер
Георг Карл Вільгельм Фрідріх фон Кюхлер (нім. Georg Carl Wilhelm Friedrich von Küchler; (нар. 30 травня 1881, біля Ганау, Гессен-Нассау — пом. 25 травня 1968, Гарміш-Партенкірхен) — німецький воєначальник часів Третього Рейху, генерал-фельдмаршал (1942) Вермахту. Кавалер Лицарського хреста з Дубовими листям (1943). Командував групою армій «Північ» та арміями в ході Європейських кампаній та під час війни з Радянським Союзом.
Військова кар'єра
- березень 1900 — фанен-юнкер
- серпень 1901 — лейтенант
- 1910 — оберлейтенант
- жовтень 1914 — гауптман
- 1924 — майор
- 1929 — оберстлейтенант
- 1931 — оберст
- квітень 1934 — генерал-майор
- грудень 1935 — генерал-лейтенант
- квітень 1937 — генерал артилерії
- 19 липня 1940 — генерал-полковник
- 30 червня 1942 — генерал-фельдмаршал

## Біографія

### Ранні роки, Перша світова війна
Георг фон Кюхлер народився 30 травня 1881 року в замку Філіппсруе поблизу міста Ганау (Гессен-Нассау) в старовинній прусській юнкерській сім'ї й був продовжувачем сімейної традиції. Спочатку отримав освіту в кадетському корпусі, у березні 1900 року Кюхлер у званні фанен-юнкера (кандидата в офіцери) вступив на службу до 25-го полку польової артилерії Імперської армії Німеччини. У серпні 1901 отримав звання лейтенанта. До 1907 року служив в артилерії полку, після чого був переведений до кавалерійського училища в Ганновері. Черговий чин оберлейтенанта отримав тільки через 9 років (1910). У 1910—1913 році навчався в академії Генерального штабу, після закінчення якої отримав призначення до топографічного відділу Німецького Генеральний штаб.
Учасник Першої світової війни на Західному фронті, брав участь у великих наступальних операціях на Соммі і під Верденом. На початку війни в жовтні 1914 Кюхлеру було присвоєне звання гауптмана й він отримав призначення на посаду командира батареї 9-го резервного артилерійського полку. З січня 1915 року до літа 1916 року служив у штабах 4-го, потім 13-го армійського корпусів. У подальшому — начальник оперативного відділу штабів 206-ї піхотної, потім 9-ї резервної піхотної дивізій.
За бойові відмінності в роки Першої світової війни відзначений кількома нагородами. У листопаді 1914 року нагороджений Залізним хрестом 2-го ступеня, в січні 1915 року — 1-го ступеня. Дедалі нагороджений ще п'ятьма орденами.

### Післявоєнний час
Після капітуляції Німеччини вступив до Добровольчого корпусу генерала Р. фон дер Ґольца, який бився спочатку проти поляків, а потім проти Червоної Армії в Прибалтиці (1918—1919). З грудня 1918 по жовтень 1919 року гауптман Кюхлер служив у штабі німецького легіону «Курляндія». Після демобілізації старої армії залишений служити в рейхсвері (1919), командир батареї 5-го артилерійського полку, потім офіцер штабу 1-ї піхотної дивізії (Кенігсберг).
У 1924 році підвищений в майори і призначений комендантом міста Мюнстер, де розміщувався штаб 6-го військового округу. Через 3 роки переведений на службу до Військового міністерства (департамент підготовки військ), де обіймав посаду інспектора військових училищ, оберстлейтенант (1929). З 1930 року заступник начальника артилерійського училища, оберст (1931).
У 1932 році призначений начальником артилерії 1-ї піхотної дивізії в Східній Пруссії, дедалі став її командиром, генерал-майор (1934). У 1935—1936 роках генерал-інспектор військових училищ, генерал-лейтенант (1935). З серпня 1936 по квітень 1937 року заступник голови Імперського Військового Трибуналу.
У 1937 році призначений командиром 1-го армійського корпусу і одночасно командувачем 1-го військового корпусу (Кенігсберг), змінивши на цій посаді генерала В. фон Браухіча, генерал артилерії (1937).
На початку 1938 року під час скандалів, пов'язаних зі справою Бломберга-Фріча, рішуче підтримав Гітлера.
У березні 1939 року Німеччина зажадала від Литви передачі Мемеля (Клайпеда), який до 1920 року належав Німецької імперії. Литва піддалася політичному тиску, і частини Кюхлера без бою окупували місто.

### Друга світова війна

#### Перші битви
У серпні 1939 року на базі 1-го армійського корпусу була розгорнута 3-тя армія, що увійшла до складу групи армій «Північ» генерал-полковника Ф. фон Бока. Командувачем армії, до складу якої увійшли 8 дивізій, у тому числі 1 моторизована дивізія СС, був призначений Георг фон Кюхлер. На чолі цього оперативного об'єднання він брав участь у Польській кампанії 1939 року.
Війська 3-ї армії завдавали удару зі Східної Пруссії мали завдання прорвати оборону на ділянці Нарва — Західний Буг й просуватися в загальному напрямку на Варшаву, після чого разом з 10-ю армією оточити польські з'єднання, розташовані на північному заході країни.
3 вересня 1939 відповідно до плану операції 3-тя армія в битві під Млавою завдала поразки польській армії «Модлін» під командуванням бригадного генерала Еміля Круковіча-Пржемірського. Форсувавши Нарев, 3-тя армія вийшла до Варшави, обійшла її зі сходу і замкнула кільце оточення. Після падіння Варшави 10-та танкова дивізія, зі складу 3-ї армії, вирушила на схід, де брала участь у битві за Бреста, діючи назустріч частинам Червоної Армії, що наступали зі сходу. Одночасно решта сил 3-ї армії діяла в Польському коридорі і опанувала Данциг.
Після розгрому Польщі 3-тя армія була перейменована на 16-ту армію, а Кюхлер отримав призначення на посаду командувача 18-ю армією на Західному фронті. Ця знов сформована армія увійшла до складу групи армій «В» (Ф. фон Бок).
За Польську кампанію Кюхлер нагороджений планками до Залізним хрестів (повторне нагородження) і Лицарським хрестом.

#### Розгром Франції
Очолювана Кюхлером 18-та армія мала у своєму складі 7 дивізій, у тому числі одну танкову і одну моторизовану, і полк СС «Адольф Гітлер», і підтримувалася з повітря авіацією. Планом операції «Гельб» на групу армій «B» було вторгнення в нейтральні Бельгію і Нідерланди.
З початком Французької кампанії 1940 року, 18-та армія діючи на північнішому фланзі сил вторгнення за 5 днів розгромила голландську армію, до 15 травня 1940 зайняла Роттердам і Гаагу. 15 травня примусила Голландію капітулювати й в наступні кілька днів повністю окупувала її територію. 18 травня війська Кюхлер захопили Антверпен і завдали удару на Дюнкерк, де на початку червня захопили в полон близько 40 тис. французів, які не встигли евакуюватися до Англії.
Після перегрупування армія Кюхлер перейшла в наступ на Париж. Вранці 14 червня 1940 її 218-та піхотна дивізія без бою увійшла до французької столиці. Самого Кюхлер іноді називали «підкорювачем Парижа»
За Французьку кампанію Кюхлер отримав чин генерал-полковника.
Навесні 1941 року 18-та армія (1-й, 25-й, 38-й ак) була перекинута з Франції до Східної Пруссії, де увійшла до складу групи армій «Північ» під командуванням генерал-фельдмаршала В. фон Лееба, що готувалася до вторгнення в СРСР на північному напрямку.

#### Східний фронт

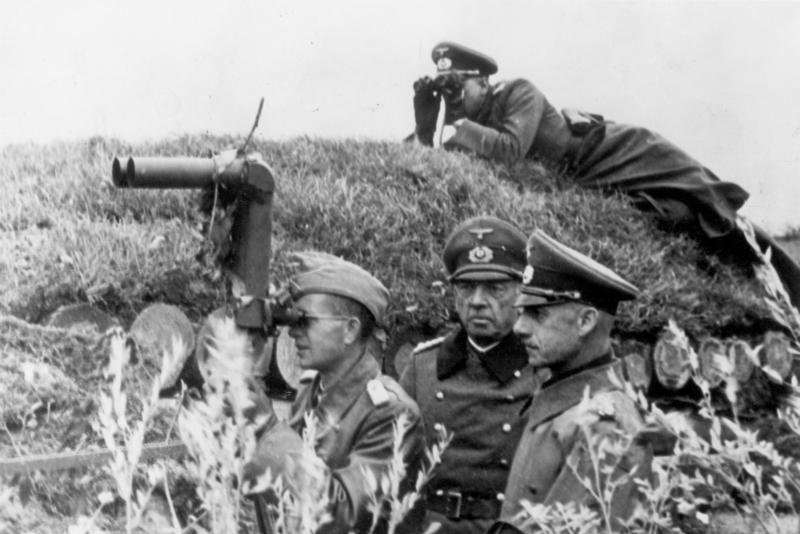
Командувач групою армій «Північ» генерал-фельдмаршал В.фон Лееб з командувачем 18-ї армії генерал-полковником Г.фон Кюхлер на передових позиціях на східному фронті. Жовтень 1941

У ході літньо-осінньої кампанії 1941 на Східному фронті 18-та армія завдала поразки радянським військам в Прибалтиці, окупувала прибалтійські республіки Радянського Союзу й вийшла до Ленінграду. Восени 1941 року німецькі війська не спромоглися захопити з ходу Ленінград, а в жовтні-грудні вимушені були відступити в ході боїв під Тихвіном. Брак сил змусив Кюхлер обмежитися блокадою Ленінграда.
Взимку 1941/42 років обстановка на північному фланзі Східного фронту, де діяла група армій «Північ», різко змінилася. Червона Армія перейшла на цій ділянці фронту до активних і рішучих дій. Війська Кюхлер з великими труднощами відбивали удари радянських військ, що слідували один по одному. Становище ускладнювалося ще й тим, що Гітлер забороняв німецьким військам відступати. Вони отримали наказ утримувати займані позиції за будь-яку ціну. Це суттєво обмежувало оперативну самостійність військового командування та командування групи армій, не дозволяло їм здійснювати маневр і відповідним чином реагувати на обстановку, що швидко змінювалася.
У січні 1942 року радянські війська провели наступальну операцію в районі Дем'янська, оточивши німецькі війська та створивши так званий «Дем'янський котел». Так, у районі Холма в оточення потрапила 281-ша піхотна дивізія, а під Дем'янськом виявилися блокованими радянськими військами відразу два армійські корпуси (2-й і 10-й) загальною чисельністю до 100 тис. чоловік. У важких боях, що коштували великих жертв, вдалося зупинити наступ радянських військ в районі Старої Русси. Щоб протистояти потужному натиску Червоної Армії, Кюхлер був змушений ввести в бій усі свої резерви. Потім у бій були кинуті частини, сформовані з наземних служб Люфтваффе, і латиські батальйони СС. Тим не менш, радянській 2-й ударній армії (17 дивізій і 8 окремих бригад) все ж таки вдалося прорвати оборону німецьких військ на річці Волхов північніше Новгорода і глибоко вклинитися в їх розташування (до 75 км).

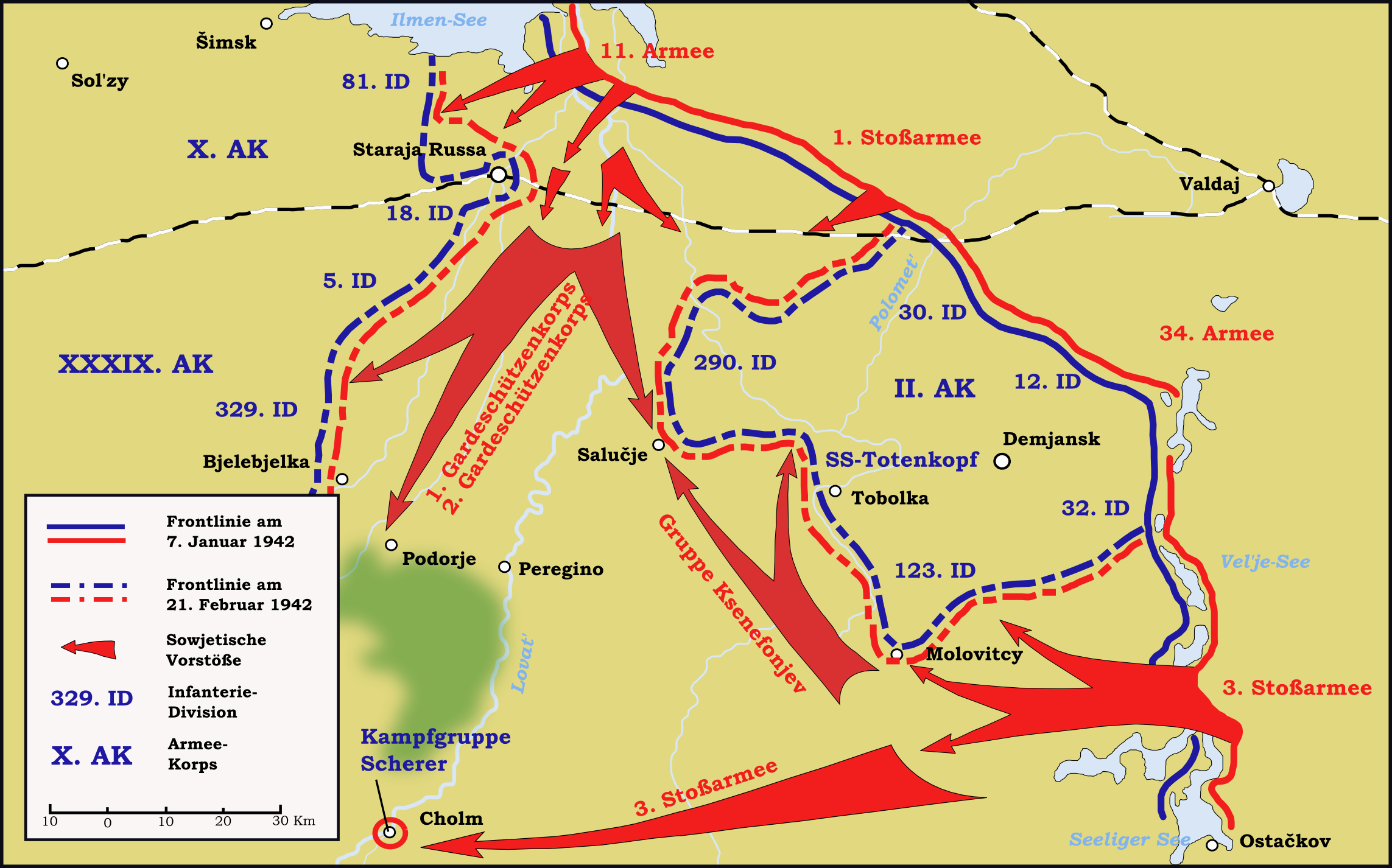
Карта Дем'янської операції. 1942

Незадовго до того у фон Лееба виникли розбіжності з Гітлером: фон Лееб через небезпеку оточення II-го корпусу наполягав на відході, а Гітлер наказував стояти на місці. Як наслідок фон Лееб пішов у відставку.
17 січня 1942 Георг фон Кюхлер призначений командувачем військами групи армій «Північ», замінивши на цій посаді генерал-фельдмаршала В. фон Лееба. 18-та армія перейшла під керівництво Георга Ліндемана.

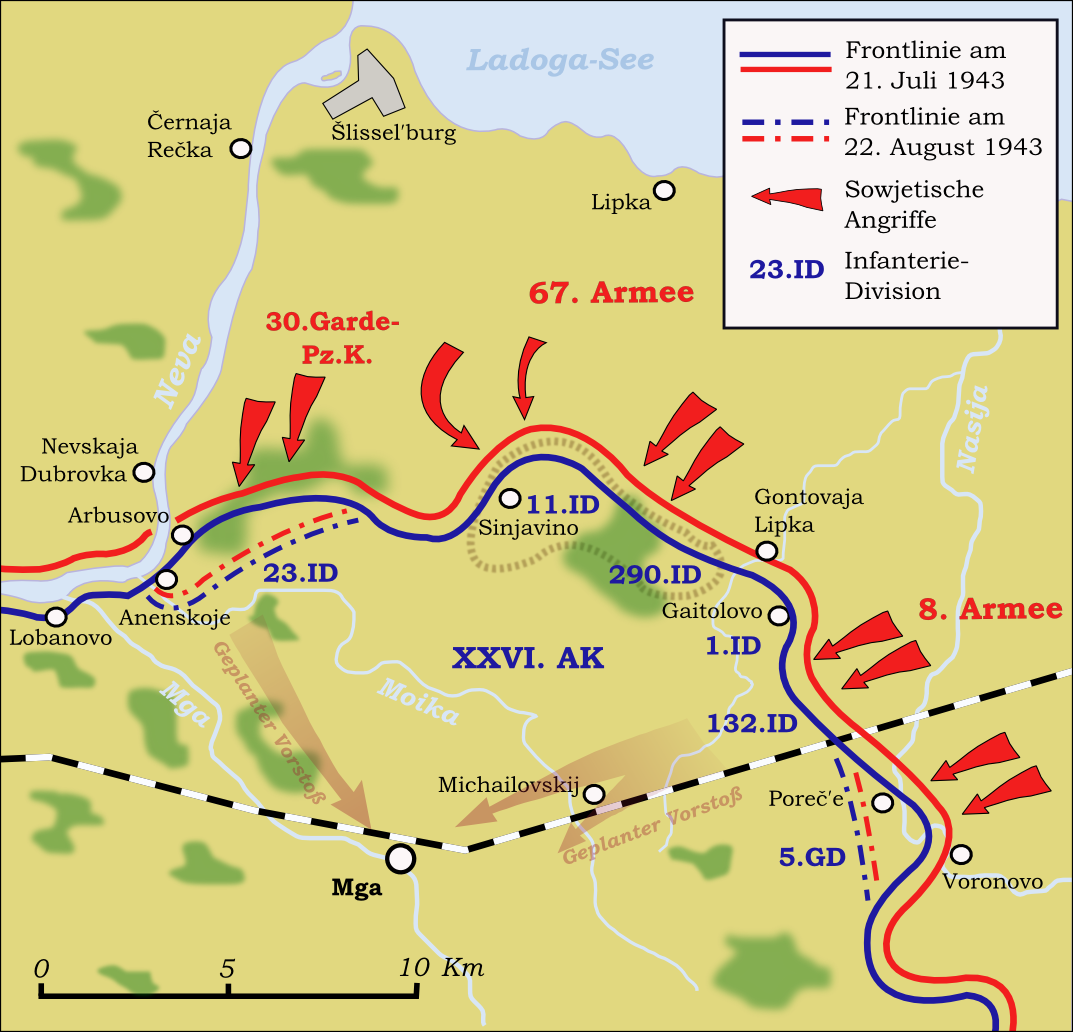
Карта Мгінської операції. 1943

19 березня 1942 отримавши підкріплення і провівши перегрупування, Кюхлер завдав ударів під основу виступу, утвореного в результаті наступу 2-ї ударної армії, і відсік її від основних сил радянського Волховського фронту. До кінця червня оточене південніше Любані угруповання радянських військ була знищене, а її командувач генерал А. Власов здався в полон.

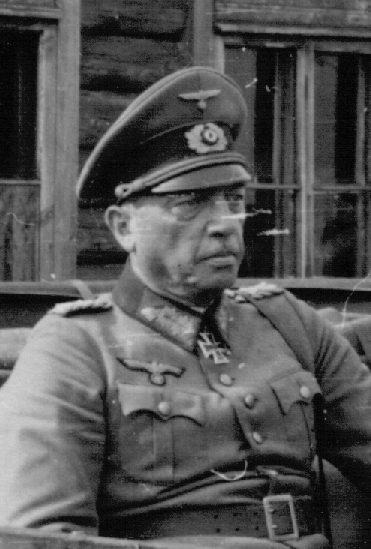
Георг фон Кюхлер

2 травня 1942 року, було деблоковане Дем'янске угруповання, а ще через 3 дні — залишки холмського угруповання. Заслуги Кюхлера в зимовій кампанії 1941/42 років, коли він у складній обстановці зумів не тільки утримати фронт, а й завдати важкої поразки переважаючим силам противника, принесли йому фельдмаршальський жезл (30 червня 1942 року).
Восени 1942 року Кюхлер відбив новий потужний наступ радянських військ, розпочатий ними з метою деблокади Ленінграда. Але на початку 1943 року війська Червоної Армії в районі Шліссельбурга все ж прорвали блокаду Ленінграда. Німецькі частини, що оборонялися на цій ділянці фронту були повністю знищені.
Обстановка на фронті групи армій «Північ» продовжувала погіршуватися протягом всього 1943 року. Попри те, що радянське командування безперервно нарощувало свої сили на північно-західному стратегічному напрямку, Кюхлер поступово позбавлявся одного за одним своїх найкращих з'єднань, які за рішенням верховного командування вилучалися зі складу групи армій «Північ» і прямували на інші фронти. Врешті-решт у розпорядженні Кюхлер не залишилося ні одного танкового з'єднання.
Влітку 1943 року Кюхлер з граничним напруженням сил вдалося відбити ще один великий наступ радянських військ. 21 серпня 1943 року нагородою за це йому стали Дубове листя до Лицарського хреста.
Наприкінці грудня 1943 року обстановка на фронті групи армій «Північ» склалася критична. Кюхлер запропонував Гітлеру зняти облогу Ленінграда і відвести війська на оборонний рубіж «Пантера», обладнаний по західному березі р. Нарва і Чудського озера. Цим він намагався скоротити фронт оборони своїх військ й вивільнити необхідні сили для створення резервів. Але Гітлер відмовився навіть розглядати це питання. Більше того, у Кюхлера забрали ще кілька дивізій. Він спробував протестувати, але марно.
14 січня 1944 радянські війська розпочали Ленінградсько-Новгородську стратегічну операцію. Оборона німців в багатьох місцях була прорвана, багато їх частини, виконуючи наказ Гітлера «стояти до кінця», потрапили в оточення і були знищені. 30 січня Ленінград був остаточно звільнений від ворожої блокади.
Щоб врятувати свої війська від повного розгрому, Кюхлер ще 28 січня віддав наказ на відступ. 31 січня 1944 він був знятий з посади і відправлений до резерву ОКВ, хоча Гітлер заднім числом і був змушений ухвалити рішення Кюхлер на відхід у Прибалтику. Тим не менш, фюрер зробив Кюхлер «козлом відпущення» за поразку німецьких військ під Ленінградом і Новгородом. До кінця війни Кюхлер так і не отримав більше ніякого призначення.
Влітку 1944 року його намагалися залучити до змови проти Гітлера, але Кюхлер, висловивши своє співчуття цілям змовників, брати участь в цій справі відмовився.

#### Арешт
Наприкінці війни був заарештований американськими військами. 30 грудня 1947 Кюхлер постав перед американським військовим трибуналом у Нюрнберзі, разом з кількома вищими військовими чинами вермахту (у тому числі генерал-фельдмаршалом Вільгельмом фон Лееб і Хюго Шперрле). Кюхлер звинувачувався у веденні агресивної війни, військових злочинах і злочинах проти мирного населення. Він був виправданий за звинуваченням у веденні агресивної війни (було визнано, що воєначальники виконували накази керівництва країни) і визнаний винним у скоєнні військових злочинів і злочинів проти мирного населення.
Трибунал засудив його за військові злочини на території СРСР до 25 років тюремного ув'язнення. Але вже в 1951 році цей термін йому був значно скорочений, а в 1953 році надійшло звільнення.
У 1968 році відставний генерал-фельдмаршал Георг фон Кюхлер помер у своєму будинку в Гарміш-Партенкірхені.

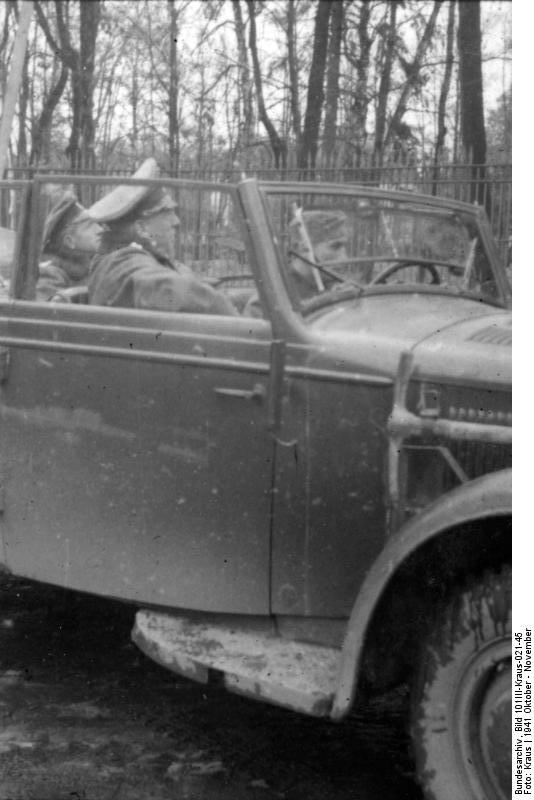
Генерал Г.фон Кюхлер на фронті. Жовтень 1941

## Роль Георга фон Кюхлера в історії
Генерал-фельдмаршал Георг фон Кюхлер з його незмінним моноклем, всім зовнішнім виглядом та манерою поведінки мав репутацію «типового пруссака» як за походженням, так і за складом характеру. Правда, офіцерів, що його оточували певним чином шокувала його нетипова для природного пруссака неохайність. У той же час це був здатний воєначальник, професіонал високого класу. Як і більшість кадрових офіцерів рейхсверу, він перший час цурався нацистів, але потім став тісно співпрацювати з ними, особливо коли почалося його стрімке просування по службі в новоствореному нацистами Вермахті.
Поворотним моментом, що зіграв вирішальну роль у зміні ставлення Кюхлера до націонал-соціалізму, стало рішення Гітлера про розгортання на базі стотисячного рейхсверу потужних німецьких збройних сил (вермахту). Це не лише повністю відповідало традиційним уявленням Кюхлер про роль і місце армії в системі державних інститутів влади, а й відкривало особисто для нього широкі можливості зробити військову кар'єру.
Разом з тим надалі Кюхлер не в усьому і не завжди схвалював дії нацистів. Так, під час Польської кампанії 1939 року він рішуче відмовився від співпраці з каральними загонами СС, що призвело до серйозного зіткнення з гауляйтером Е. Кохом. У подальшому він також жорстко обмежував дії СС на підконтрольній йому території, як це мало місце при проведенні Французької кампанії 1940 року. Проте, на території СРСР в 1941—1944 роках, де партизанський рух відразу ж набув широкого розмаху, і окупаційна влада була нездатна з ним впоратися, дії Кюхлер по відношенню до партизанів і мирного населення, що їх підтримували, відрізнялися жорстокістю. Саме за це після війни він і був звинувачений у військових злочинах.
Завдяки своїй лояльності і до нацистського режиму Кюхлер вдалося щасна уникнути влаштованої в 1938 році за наказом Гітлера фон Браухічем «генеральської чистки». Надалі він також досить тривалий час користувався довірою Гітлера. Коли ж у силу військової необхідності на початку 1944 року Кюхлер пішов всупереч волі фюрера, це коштувало йому кар'єри. Негайно звільнений у відставку, він на цьому і завершив свою військову кар'єру.
Як командувач армією Кюхлер особливо відзначився під час Польської 1939 року, Французької 1940 року і Руської 1941 кампаній. Високу бойову майстерність він проявив і як командувач групою армією на Східному фронті в 1942—1943 роках, коли протягом двох років успішно стримував натиск переважаючих сил противника. На відміну від багатьох інших німецьких воєначальників, готових беззаперечно виконувати будь-який, навіть найабсурдніший наказ Гітлера, Кюхлер на початку 1944 року проявив характер, коли йому довелося вибирати між сліпою покорою фюреру і військовою доцільністю, від якої залежала доля ввірених йому військ. Він вибрав останнє, за що і поплатився. На це крок він пішов усвідомлено, знаючи, чим йому це загрожує. Цей факт зайвий раз підтверджує, що як воєначальник Кюхлер до самого кінця своєї військової служби зберігав почуття власної гідності, і вірність військовому обов'язку ставив вище особистої вигоди. Цією якістю міг похвалитися далеко не кожен з фельдмаршалів Гітлера.
У німецькій армії Кюхлер користувався репутацією гарного командира. Він виявляв велику турботу про підлеглих і був щиро поважаний військами. Відзначався величезною особистою хоробрістю. Навіть будучи вже командувачем армією, Кюхлер нерідко з'являвся в бойових порядках своїх військ, викликаючи захоплення солдатів і особливу повагу офіцерів. Останні роки життя Кюхлер провів в повній самоті і всіма забутий.

## Нагороди генерал-фельдмаршала Георга фон Кюхлера
- Залізний Хрест 2-го класу (20 листопада 1914)
- Залізний Хрест 1-го класу (8 січня 1915)
- Військовий Хрест Фрідріха (Ангальт) (травень 1916)
- Орден Фрідріха (Вюртемберг), лицарський хрест I класу з мечами (серпень 1916)
- Орден Святого Йоанна (Бранденбург), почесний лицар (10 березня 1917)
- Лицарський хрест Королівського ордена дому Гогенцоллернів з мечами (Королівство Пруссія) (11 липня 1917)
- Ганзейський Хрест (Гамбург) (6 серпня 1917)
- Медаль «За відвагу» (Гессен)
- Балтійський хрест (липень 1919)
- Почесний хрест ветерана війни з мечами (15 січня 1935)
- Медаль «За вислугу років у Вермахті» 4-го, 3-го, 2-го і 1-го класу (за 25 років військової служби)
- Медаль «У пам’ять 22 березня 1939 року»
- Застібка до Залізного хреста 2-го класу (11 вересня 1939)
- Застібка до Залізного хреста 1-го класу (22 вересня 1939)
- Лицарський хрест Залізного хреста (30 вересня 1939)
  - Лицарський хрест Залізного хреста з Дубовим листям № 273 (21 серпня 1943)
- Орден Корони Італії, великий хрест (27 червня 1940)
- Медаль «За зимову кампанію на Сході 1941/42»  (1942)
- орден Хреста Свободи I ступеня з мечами (23 березня 1943) (Фінляндія)
- Воєнний хрест (Іспанія) (липень 1943)
- 2 рази відмічений в доповіді Вермахтберіхт (21 жовтня 1941, 12 серпня 1943)